# Allianz für Deutschland
Allianz für Deutschland (dansk: "Alliancen for Tyskland") var et borgerligt valgforbund ved det første og sidste frie valg til Volkskammer i DDR den 18. marts 1990. Alliancen blev dannet 5. februar samme år og bestod af partierne CDU (øst), Deutsche Soziale Union og Demokratischer Aufbruch.
CDU i Vesttyskland under Helmut Kohls ledelse spillede en væsentlig rolle for oprettelsen af valgforbundet i DDR. Det gik ind for en tysk genforening og genopprettelse af de gamle delstater.
Ved valget opnåede alliancen 48,15 % af stemmerne (CDU 40,9%, DSU 6,3%, DA 0,9 %) og 192 af de 400 mandater i Volkskammer. Idet DDR ikke havde nogen spærregrænse, fik alliancen alligevel ikke absolut flertal, og valgte derfor at indgå i et samarbejde med de liberale (BFD) og SPD. Alliancens spidskandidat, Lothar de Maizière, blev DDR's første og eneste demokratisk valgte formand for ministerrådet (statsminister). I forbindelse med den tyske genforening 3. oktober 1990 opløstes alliancen.